# زعفران أبيض
زعفران أبيض (الاسم العلمي: Crocus candidus)، نوع نبات مُزهر من جنس الزعفران وفصيلة السوسنية. لا نويعات له وفقًا لقائمة دليل الحياة.
شمراخه يعلو من 8 إلى 10 سم. زهرته بيضاء البتلات، صفراء العنق الداخلي. سماتها كاملة مهدبة، شرعافها عادي.
أوراقها خيطية مستطيلة، مالسة النصل. إزهراره يستمر من أذار إلى نيسان.
يقال إنهُ ينمو بالقرب من جبل إيدا في شمال غرب تركيا.